# San Martín Zapotitlán
San Martín Zapotitlán ist eine Kleinstadt mit etwa 3000 Einwohnern und eine aus mehreren Dörfern bestehende Gemeinde (municipio) mit etwa insgesamt ca. 15.000 Einwohnern im Departamento Retalhuleu im Südwesten des mittelamerikanischen Staates Guatemala.

## Lage und Klima
San Martín Zapotitlán liegt am Río Oc im Küstenvorland des Pazifischen Ozeans in einer Höhe von ca. 505 m. Die Entfernung zur östlich gelegenen Hauptstadt Guatemala-Stadt beträgt ca. 190 km (Fahrtstrecke); die Großstadt Quetzaltenango ist nur ca. 40 km in nördlicher Richtung entfernt. Das Klima ist meist schwülwarm, Regen (ca. 1200 mm/Jahr) fällt hauptsächlich im Sommerhalbjahr.

## Wirtschaft
Die ehemalige Landgemeinde ist in ganz Guatemala bekannt wegen ihrer vom Instituto de recreacion de los trabajadores de la empresa privada de Guatemala (IRTRA) seit den 1980er Jahren eingerichteten Vergnügungsparks Xetulul, Xocomil und Xejuyup.

## Geschichte
In den 1520er Jahren eroberten die aus Spaniern und indianischen Hilfstruppen bestehende Armee Pedro de Alvarados und seines Bruders Gonzalo das gesamte Hochland und die Pazifikküste Guatemalas. Im Jahr 1825 gehörte San Martín Zapotitlán zu den Gründungsgemeinden von Guatemala, doch in den Wirren der Staatsgründung entschloss man sich im Jahr 1838 zum Beitritt zur Republica del Sexto Estado de los Altos, die jedoch bereits zwei Jahre später gewaltsam endete.